# Царахуненана Саханивучи
Царахуненана Саханивучи (на малгашки: Tsarahonenana Sahanivotry) е община (каоминина) в Мадагаскар, провинция Антанариву, регион Вакинанкарача, окръг Анцирабе II. Населението на общината през 2001 година е 14 295 души.